# مری سربلند (فیلم ۲۰۱۸)
مری سربلند (انگلیسی: Proud Mary) یک فیلم سینمایی آمریکایی در ژانر سینمای تجارتی سیاهان و اکشن به کارگردانی بابک نجفی است که در سال ۲۰۱۸ منتشر شد.

## بازیگران
- تراجی پی. هنسون
- بیلی براون
- دنی گلاور
- نیال مک‌دوناف
- زاندر برکلی
- مارگارت اوری
- راده شربجیا

## خلاصه داستان
مری یک قاتل حرفه ای زن می باشد که در گروهی جنایتکار و خلافکار در بستون کار می کند و داستان زمانی مهیج می شود که او در ماموریتی مهم و حرفه ای شکست می خورد و در این بین با پسری جوان آشنا می شود و…